# Alsophis rufiventris
Alsophis rufiventris (Syn.: Dromicus rufiventris), ist eine Schlangenart aus der Familie der Nattern. Ihr heutiges Verbreitungsgebiet beschränkt sich auf die beiden niederländischen Karibikinseln Saba und Sint Eustatius. Das Artepitheton rufiventris setzt sich aus den lateinischen Begriffen rufus für „rot“ und venter für „Bauch“ zusammen.

## Beschreibung und Verhalten
Bei Alsophis rufiventris handelt es sich um eine mittelgroße Schlangenart, deren Vertreter in der Regel eine Länge von bis zu 92 cm erreichen können. Die dorsale Grundfärbung wird von der Schnauze ausgehend immer dunkler und reicht von beige über Brauntöne bis hin zu schwarz. Dunkelbraune Streifen verlaufen ausgehend von den Nasenöffnungen über die Augen und den Rücken der Tiere. Die ventrale Färbung reicht von orange-beige bis zu einem schmutzigen gelb, wie auch am Rücken wird diese zur Schwanzspitze hin generell dunkler. Die Geschlechter können anhand des Rückenmusters unterschieden werden: Bei Männchen zeigen sich diffuse, schwarz umrandete, braune Flecken in der Mitte des Rückens. Weibliche Exemplare besitzen dagegen eine Reihe von Steifen und Flecken, die eher seitlich der Rückenmitte liegen.
Die Spezies ist tagaktiv, lediglich um die Mittagszeit herum ruhen die Tiere, um der größten Hitze des Tages zu entgehen. Alsophis rufiventris jagt vor allem kleine Nagetiere und Reptilien, die zunächst mit Gift betäubt und anschließend im Ganzen verschlungen werden. Für Menschen ist die Art jedoch harmlos.

## Verbreitung und Gefährdung
Alsophis rufiventris ist heute endemisch auf den Karibikinseln Saba und Sint Eustatius. Im Fossilbericht nachweisbar ist die Art auch auf den Nachbarinseln St. Kitts und Nevis, rezente Populationen bestehen hier jedoch nicht mehr. Einzelne Exemplare wurden im nahe gelegenen Sint Maarten gefunden, das Vorhandensein einer fortpflanzungsfähigen Population wird hier jedoch ausgeschlossen. Bei einem der beiden Typusexemplare (MNHN 3559), erworben durch das Museum der Stadt Leiden, wurde fälschlicherweise „Brasilien“ als Herkunftsort angegeben. Hier kommt die Art jedoch nicht vor. In ihrem übrig gebliebenen Verbreitungsgebiet sind die Schlangen jedoch noch in großer Zahl vorhanden, auch in unmittelbaren Nähe zu menschlichen Siedlungen und Aktivitäten können sie häufig angetroffen werden. Alsophis rufiventris ist in der Wahl ihres Habitats nicht wählerisch und bewohnt sowohl trockene Wälder als auch mäßig feuchte Gebiete.
Die IUCN stuft die Art trotz stabiler Populationszahlen als vulnerable („gefährdet“) ein. Als Hauptgrund hierfür wird – neben dem allgemein kleinen Verbreitungsgebiet – die mögliche zukünftige Einführung von Mungos nach Saba oder Sint Eustatius genannt, die schon für das Erlöschen der Populationen im Rest des historischen Verbreitungsgebietes verantwortlich zeichnete. Die IUCN geht davon aus, dass ein solches Ereignis auch auf den beiden übrigen Inseln katastrophale Auswirkungen für die Art hätte. Des Weiteren stellen durch den Menschen eingeschleppte und verwilderte Hauskatzen eine Bedrohung für Alsophis rufiventris dar.